# Juan Carlos Rivera Peña
Juan Carlos Rivera Peña (Cartago, 21 de septiembre de 1959) es un abogado y político colombiano, actual Miembro de la Cámara de Representantes por Risaralda.

## Biografía
Nacido en Cartago, Valle del Cauca, en septiembre de 1959, desde pequeño se trasladó junto con su familia a Santa Rosa de Cabal (Risaralda). Estudió Derecho en la Universidad Libre, sede Pereira y posee un Diplomado en Gestión de Calidad de la Universidad Tecnológica de Pereira.
Comenzó su carrera política como Concejal de Santa Rosa de Cabal y diputado a la Asamblea Departamental de Risaralda, para después ser Secretario Municipal de Obras Públicas de Santa Rosa de Cabal y Jefe de la oficina de Control Interno de Corporación Autónoma Regional de Risaralda (Carder).
Afiliado al Partido Conservador, en las elecciones legislativas de Colombia de 2014 fue elegido Representante a la Cámara por Risaralda al obtener 16.515 votos. Fue reelegido en los comicios de 2018 con 27.735 votos. En la Cámara ha sido miembro de la Comisión Cuarta de Presupuesto desde su llegada, a excepción del período 2018-2019, en que fue miembro de la Comisión Primera Constitucional Permanente.
Está alineado con la casa Merheg, de los hermanos Habib y Samy, y es presidente del Directorio Conservador de Risaralda.